# Choi Min-Ho
Choi Min-Ho, född den 18 augusti 1980 i Gimcheon, Sydkorea, är en sydkoreansk judoutövare.
Han tog OS-brons i herrarnas extra lättvikt i samband med de olympiska judotävlingarna 2004 i Aten.
Han tog därefter OS-guld i herrarnas extra lättvikt i samband med de olympiska judotävlingarna 2008 i Peking.